# Zerkon
Zerkon war ein maurischer kleinwüchsiger Sklave und Hofzwerg, der in der ersten Hälfte der 440er Jahre bei den Hunnen lebte. Während dieser Zeit gehörte er Bleda, dem Bruder Attilas.

## Biografie
Zerkon war unter den Gefangenen, die um 441 den Hunnen unter Attila und Bleda während der Kämpfe gegen den oströmischen Heermeister Aspar in die Hände fielen. Der Zwerg war Aspar zuvor in der Provinz Africa geschenkt worden, wo er gegen die Vandalen gekämpft hatte.
Attila mochte Zerkon nicht, der lispelte und verkrüppelte Füße hatte; Bleda amüsierte sich jedoch köstlich über den Zwerg und nahm ihn zu sich. Von Bleda stammt auch der Spitzname Zerkon, womit in hunnischer Sprache ein Hofbeamter bezeichnet wurde.
Als Zerkon eines Tages mit anderen Gefangenen floh, ließ Bleda ihn suchen, ohne sich um die anderen Flüchtigen zu kümmern. Zurückgebracht gab Zerkon als Fluchtgrund an, er sehne sich nach einer Frau, woraufhin Bleda ihn mit einer adligen Hunnin verheiratete.
Nachdem Attila seinen Bruder Bleda um 445 herum beseitigt hatte, schenkte er Bledas Zwerg dem weströmischen Heermeister Flavius Aëtius, während Zerkons Frau bei den Hunnen bleiben musste. Zerkon versuchte erfolglos, Attilas Gunst zu erlangen, damit er zu seiner Frau zurückkehren könnte. Aëtius gab den Zwerg letztlich seinem ursprünglichen Besitzer Aspar zurück.
Die wichtigste Quelle zu Zerkon ist der oströmische Geschichtsschreiber Priskos. Er nahm 449 an einer Gesandtschaft zum Hof Attilas teil; in seinem in Teilen überlieferten Text berichtet er von dem Zwerg.